# فشار بخار اشباع
زمانی که سیال در یک محفظه سربسته قرار داده می‌شود، فشار جزئی سیال در لحظات اولیه بالای مایع (قسمت خالی محفظه) تقریباً برابر با صفر است. دلیل این موضوع این است که هنوز هیچ مولکول اضافی در فاز بخار مجود نیست. در این حالت، تعدای از مولکول‌ها در سطح این مایع حضور دارند که دارای انرژی جنبشی کافی برای فرار از سطح و تبدیل شدن به بخار هستند. بنابراین فشار نسبی قسمت خالی محفظه آرام آرام افزایش می‌یابد. تحت این شرایط و به محض اینکه بخار تشکیل شود، بخشی از مولکول‌هایی که در فاز بخار هستند، با سطح مایع برخورد می‌کنند و دوباره به فاز مایع باز می‌گردند. این فرایند تحت عنوان میعان شناخته می‌شود. به فشار قسمت خالی محفظه در این حالت، فشار بخار اشباع گفته می‌شود.
علاوه بر تغییر دما، با تغییر فشار هم می توان، فرآیند تغییر فاز را انجام داد. در دمای مشخص، فشاری که در آن فرآیند تغییر فاز رخ می‌دهد فشار اشباع نامیده می‌شود. به عنوان نمونه آب در دمای ۲۵ درجه سانتی گراد، با فشار محیط ۳٫۱۷ کیلوپاسکال شروع به تغییر فاز می‌کند. همانند مواد دیگر، فشار بخار اشباع تابعی از دما است و می‌تواند با رابطه کلازیوس – کلاپیرون آن را اندازه گیری کرد.
با افزایش فشار، حجم مخصوص مایع اشباع و بخار اشباع به هم نزدیک می‌شوند تا جایی که در فشار بحرانی، حجم مخصوص بخار اشباع و مایع اشباع با یکدیگر برابر خواهند شد. در فشارهای بیش از فشار بحرانی فرآیند تغییر فاز دیگر رخ نخواهد داد و در هر لحظه فقط یک فاز مشاهده خواهد شد: یا مایع متراکم یا بخار مافوق گرم .

## فرمول تقریبی
فشار بخار اشباع آب با رابطهٔ زیر تقریب زده می‌شود (بر اساس دستور افزایش دقت):
{\displaystyle P=\exp \left(20.386-{\frac {5132}{T}}\right)\,\mathrm {mmHg} }
- P فشار بخار اشباع آب بر حسب (mmHg) و T بر حسب کلوین می‌باشد.
- با استفاده از معادله آنتوان:

{\displaystyle \log _{10}P=A-{\frac {B}{C+T}}}
- در حالی که دما بر حسب درجه سلسیوس و فشاربخار آب P بر حسب (mmHg) است. و ثابت‌ها را به صورت زیر بگیرید.

|    | A       | B       | C       | Tمینیمم، °C | Tممیزکام، °C |
| -- | ------- | ------- | ------- | ----------- | ------------ |
| آب | ۸٫۰۷۱۳۱ | ۱۷۳۰٫۶۳ | ۲۳۳٫۴۲۶ | ۱           | ۱۰۰          |
| آب | ۸٫۱۴۰۱۹ | ۱۸۱۰٫۹۴ | ۲۴۴٫۴۸۵ | ۹۹          | ۳۷۴          |

## نمودار وابستگی فشار به دما

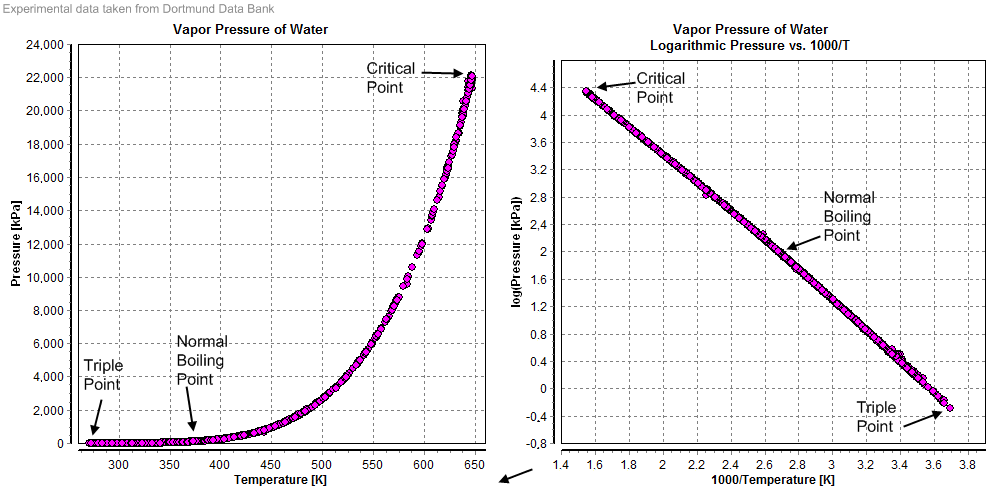
نمودار فشار بخار آب ; جمع‌آوری شده از بانک اطلاعات دورتمنود، نمودار نقطه سه‌گانه،نقطه بحرانیو نقطه جوش آب را نشان می‌دهد.